# Kada Tyr
Kada Tyr (arab. قضاء صور, Kada Sur) − jednostka administracyjna w Dystrykcie Południowym w Libanie, zamieszkiwana przede wszystkim przez szyitów (ponad 90%).

## Wybory parlamentarne
Z okręgu wyborczego, obejmującego Kada Tyr, wybieranych jest 4 szyickich deputowanych Zgromadzenia Narodowego.

## Miejscowości
| - Aaytit - Abbassieh - Ain Baal - Alma asz-Szab - Arzoun - Baflaya - Barich - Bayyad - Bazourieh - Bedyass - Borj el Chamali - Borj Rahal - Bourghlieh - Boustane - Butajszijja - Chameh - Chehabie - Chehour - Chihine | - Debaal - Deir Amess - Deir Kanoun - Ras el Ain - Deir Kanoun Naher - Derdghaya - Halloussieh - Hanawey - Henniye - Hmayri - Jebal El Botom - Jebbine - Jouaya - Kana - Kolayleh - Maarake - Maaroub - Mahroune - Majadel - Majdalzoun | - Mansouri - Marwahine - Mazraat Mechref - An-Nakura - Ramadiye - Rechknanay - Selha - Siddikine - Srifa - Tayrdebba - Tayrfelsay - Tayrharfa - Toura - Tyr - Yanouh - Yarine - Zahajra - Zibkin |